# Ordgarius furcatus distinctus
Ordgarius furcatus distinctus is een spinnenondersoort in de taxonomische indeling van de wielwebspinnen (Araneidae).
Het dier behoort tot het geslacht Ordgarius. De wetenschappelijke naam van de soort werd voor het eerst geldig gepubliceerd in 1900 door William Joseph Rainbow.